# Christina Noble – Die Mutter der Niemandskinder
Christina Noble – Die Mutter der Niemandskinder (englischer Originaltitel: Noble) ist eine Filmbiografie über die irische Kinderrechtsaktivistin Christina Noble.

## Handlung
Der Film wechselt immer wieder zwischen zwei Zeitebenen: Einmal dem Jahr 1989, in dem Noble nach Vietnam reist und ihre karitative Arbeit beginnt, und zum anderen Nobles Vergangenheit in Irland und England, durch die ihre Motivation für diese Arbeit verständlich wird.

### Vergangenheit: Nobles Kindheit und Jugend
Christina Noble wächst mit fünf Geschwistern in einer armen irischen Familie auf, die Mutter verstarb früh. Der alkoholkranke Vater ließ die Kinder verwahrlosen, bis ein Gericht sie ihm wegnimmt und auf verschiedene Einrichtungen verteilt. Christina kommt in ein von Nonnen geleitetes katholisches Kinderheim und leidet unter der strengen Erziehung. Nachdem sie als Jugendliche entlassen wird, fängt sie an zu arbeiten, ist aber zunächst obdachlos. Eines Nachts wird sie von einer Gruppe von Männern vergewaltigt. Bald darauf, als sie bei der Arbeit vor Schwäche zusammenbricht, bringt ihre Freundin Joan sie wieder in ein von Nonnen geleitetes Heim. Nach einiger Zeit bemerkt Christina, dass sie schwanger ist. Sie bringt einen Jungen zur Welt, den die Nonnen gegen ihren Willen zur Adoption freigeben und den sie niemals wiedersehen wird.
Ein paar Jahre später, Christina lebt inzwischen in England, lernt sie Mario kennen und heiratet ihn. Die beiden betreiben ein Fish-and-Chips-Restaurant, die meiste Arbeit muss jedoch Christina allein leisten und zudem die drei Kinder, die sie mit Mario bekommt, großziehen. Zudem beginnt Mario, fremdzugehen und Christina zu schlagen.
In diesen Jahren liest und hört Christina immer wieder von den schrecklichen Folgen des Vietnamkriegs für die dortige Zivilbevölkerung. Nachdem die eigenen Kinder erwachsen wurden und sie nicht mehr brauchten, beschließt sie mit 45 Jahren, nach Vietnam zu fahren und den Menschen dort zu helfen.

### Gegenwart: 1989
Ho-Chi-Minh-Stadt, Vietnam, 1989: Noble kommt mit einem Touristenvisum in die Stadt. Doch als sie die Armut und Verwahrlosung der unzähligen Straßenkinder sieht, beschließt sie, sich eine Arbeitserlaubnis zu besorgen und den Kindern zu helfen. Um Geld für die Renovierung eines leerstehenden Gebäudes in einem Waisenhaus zu sammeln, sammelt sie Spenden und spricht ausländische Geschäftsleute an, darunter den für einen Ölkonzern arbeitenden Iren Gerry Shaw. Eine ihrer Helfer wird der Straßenjunge Lam, der von seiner Mutter abgehauen ist, weil deren neuer Partner ihn schlecht behandelt.
Im Hotel lernt sie den amerikanischen Geschäftsmann David Somers kennen. Sie beobachtet, wie er im Rotlichtviertel der Stadt mit einem etwa zehnjährigen Mädchen in einem Gebäude verschwindet. Sie kann einen Missbrauch des Mädchens noch verhindern, jedoch keine Beweise sichern. Später findet der Rezeptionist ihres Hotels Fotos des Mädchens in Somers’ Zimmer, woraufhin er festgenommen wird.
Lams Mutter hat sich von ihrem Partner getrennt und er kann zu ihr zurückkehren. Als Nobles auf drei Monate befristete Arbeitserlaubnis beinahe abgelaufen ist, sagt Gerry Shaw ihr eine große Summe von seiner Firma zu, durch die die Renovierung gesichert ist. Im Abspann erfährt der Zuschauer, dass die von ihr gegründete Stiftung Christina Noble Children's Foundation inzwischen Hunderttausenden Kindern in Vietnam und in der Mongolei geholfen hat, unter anderem durch Bildung, Gesundheitsversorgung und Schutz vor Gewalt.

### Musik und Glaube als Leitmotive
Zwei Dinge, die Noble zu allen Zeiten innerlich aufgerichtet haben, waren die Musik und ihr Glaube. Schon als kleines Mädchen sang sie in Pubs irische Volks- und Liebeslieder und konnte mit ihrer Stimme sogar ihren betrunken wütenden Vater beruhigen. Auch später, im Konflikt mit der vietnamesischen Bürokratie, nutzt sie den Gesang, um die Beamten zu erweichen und ihre Arbeitserlaubnis zu bekommen.
Trotz der schlechten Erfahrungen mit den Nonnen im Kinderheim erhielt sich Noble ihren Glauben an Gott. Der Film zeigt einige Gebete, in denen sie mit lauter Stimme, und durchaus auch in kritischem und anklagendem Tonfall, mit Gott redet, ihre Zweifel an dessen Plan äußert und in schwierigen Zeiten um ein Zeichen bittet. Nach einem solchen Gebet erscheinen ihr im Traum Bilder aus dem Vietnamkrieg, was zu ihrem Entschluss beiträgt, später dorthin zu reisen.

## Produktion
Die im Jahr 1989 spielenden Szenen des Films wurden in Ho-Chi-Minh-Stadt gedreht, die Teile über Nobles Kindheit und Jugend in verschiedenen Orten Nordenglands. Der von Destiny Films produzierte Film hatte Premiere auf dem Santa Barbara International Film Festival am 31. Januar 2014. Er kam am 19. September 2014 in Irland in die Kinos, in den beiden folgenden Jahren in weiteren Ländern. In Deutschland erschien er am 15. Januar 2016 bei dem christlichen Medienunternehmen Gerth Medien auf DVD.

## Synchronisation
Die deutsche Synchronfassung stammt von Basement-Orange-Studios aus Hamburg. Sprecherinnen waren u. a. Lena Münchow (für Sarah Greene) und Deborah Mock (für Ruth Negga).

## Auszeichnungen
- Bester Film beim Boston Irish Film Festival 2014
- Bester Film beim Nashville Film Festival 2014
- Publikumspreis beim Dallas International Film Festival 2014
- Bester ausländischer Film (Jurypreis und Publikumspreis) beim Newport Beach Film Festival 2014
- Bester internationaler Film beim San Diego Film Festival 2014
- Panavision Spirit Award for Independent Cinema beim Santa Barbara International Film Festival 2014
- Beste Hauptdarstellerin (Deirdre O’Kane) und beste Nebendarstellerin (Sarah Greene) bei den Irish Film and Television Awards 2015